# Lobelia cordifolia
Lobelia cordifolia är en klockväxtart som beskrevs av William Jackson Hooker och George Arnott Walker Arnott. Lobelia cordifolia ingår i släktet lobelior, och familjen klockväxter. Inga underarter finns listade i Catalogue of Life.